# ول‌چاله
ول‌چاله (به لاتین: Vələçola) یک منطقه مسکونی در جمهوری آذربایجان است که در شهرستان لریک واقع شده‌است.